# Бребина (Телеорман)
Бребина (рум. Brebina) насеље је у Румунији у округу Телеорман у општини Скриоаштеа. Oпштина се налази на надморској висини од 100 m.

## Становништво
Према подацима из 2002. године у насељу је живело 895 становника, од којих су сви румунске националности.